# HMS Montagu
El HMS Montagu fue un acorazado pre-dreadnought de la clase Duncan de la Marina Real Británica. Construido para contrarrestar a un grupo de veloces acorazados rusos, el Montagu y sus buques gemelos eran capaces de navegar a 19 nudos (35 km/h; 22 mph), lo que los convertía en los acorazados más rápidos del mundo. Los acorazados de la clase Duncan estaban armados con una batería principal de cuatro cañones de 305 mm (12 pulgadas) y eran muy similares a los acorazados de la clase London, aunque con un desplazamiento ligeramente menor y un blindaje más fino. Como tales, reflejaban una evolución de los buques más ligeros de segunda clase del acorazado de clase Canopus. 
El Montagu fue construido entre la colocación de su quilla en noviembre de 1899 y su finalización en julio de 1903. El buque tuvo una breve carrera, sirviendo durante dos años en la Flota del Mediterráneo antes de ser transferido a la Flota del Canal a principios de 1905. En mayo de 1906, durante unos experimentos de telegrafía sin hilos, encalló frente a la isla de Lundy. Los repetidos intentos de reflotarlo fracasaron y el buque resultó ser una pérdida total. Finalmente fue desguazado in situ.

## Hundimiento

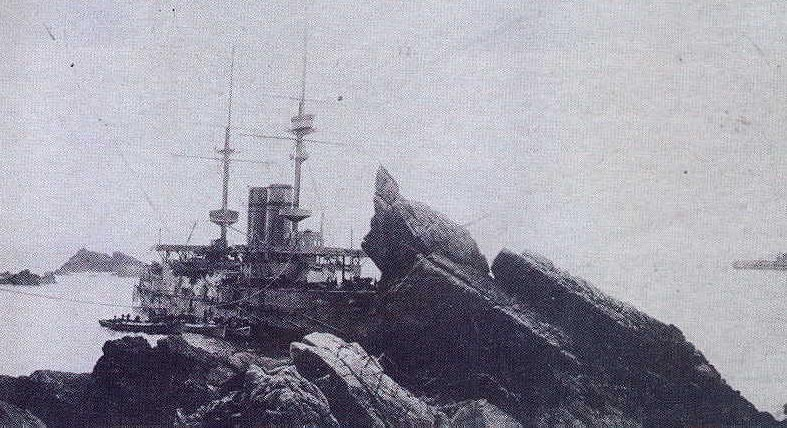
El Montagu embarrancado en 1906.

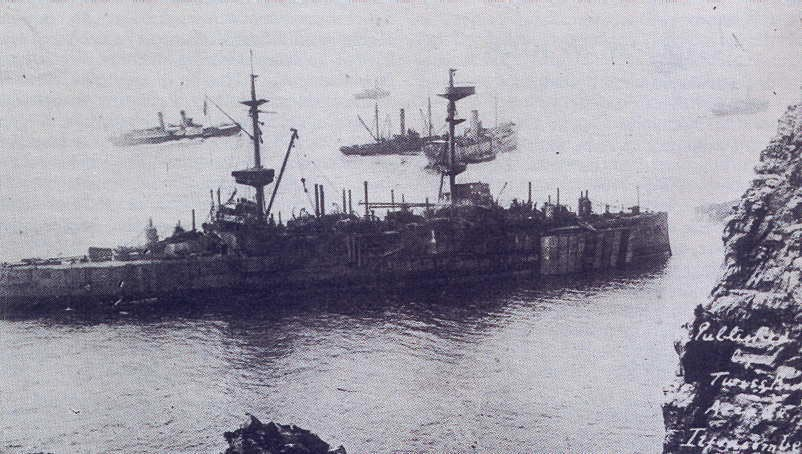
El Montagu siendo desmantelado.

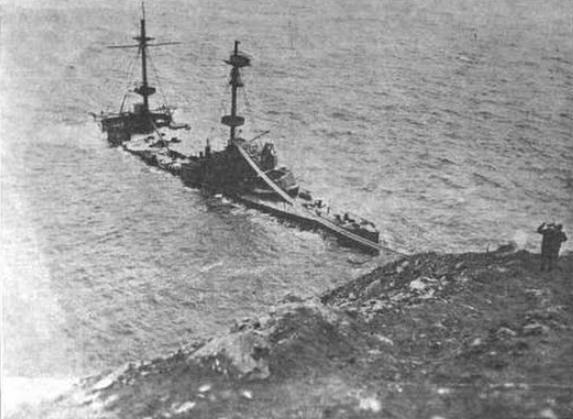
El Montagu en torno al año 1907.

A finales de mayo de 1906, el Montagu probó nuevos equipos de telegrafía inalámbrica en el canal de Bristol, enviando y recibiendo mensajes de prueba con estaciones inalámbricas en tierra. El 29 de mayo, a última hora, fondeó frente a la isla de Lundy, pero no pudo captar los mensajes de la estación de prueba, por lo que levó anclas para dirigirse a las islas Sorlingas. La densa niebla le obligó a invertir el rumbo y regresar a la isla de Lundy al cabo de cuatro horas, pero su navegante calculó mal el rumbo y se desvió unas dos millas de su ruta original. El Montagu se encontró con un cúter que navegaba cerca de la isla de Lundy, aminoró la marcha y se acercó al cúter para pedirle la distancia y el rumbo hacia Hartland Point, en tierra firme. A pesar de que el cúter se los proporcionó con precisión, la voz del puente del acorazado respondió que debían estar equivocados y que el cúter piloto debía haber perdido la orientación. Cuando el Montagu encendió de nuevo sus motores y comenzó a avanzar, el cúter le gritó que con su rumbo actual el Montagu llegaría a Shutter Rock en diez minutos, y poco después el sonido del acorazado encallando se propagó a través de la niebla.
A las 02:00 del 30 de mayo, el Montagu encalló en Shutter Rock, sufriendo un tajo de 28 m (91 pies) en su costado de estribor. Incapaz de liberarse de las rocas, se llenó lentamente de agua; veinticuatro horas más tarde, su sala de máquinas de estribor y todas sus salas de calderas estaban inundadas, entre otras. La tripulación contrainundó la sala de máquinas de babor para evitar que siguiera escorándose a estribor. Los buzos inspeccionaron el casco para determinar el alcance de los daños, que resultaron ser más graves de lo previsto inicialmente. La parte inferior del barco también sufrió daños importantes, como varios agujeros y el eje de la hélice de babor arrancado del casco. La quilla de pantoque de estribor también estaba arrancada del casco, al igual que el timón. Los restos del naufragio descansaban sobre un fondo bastante uniforme, por lo que había esperanzas de que el barco pudiera ser reflotado.
Como la Royal Navy no disponía de una unidad especializada en salvamento, recurrió a Frederick Young, un antiguo capitán de la Royal Navy que ahora trabajaba como jefe de salvamento de la Liverpool Salvage Association. Young era en aquel momento el mayor experto en salvamento marítimo de Gran Bretaña, por lo que fue contratado para asesorar al almirante Sir Arthur Wilson, comandante de la Flota del Canal, que no tenía experiencia en operaciones de salvamento. En un principio, la Armada británica esperaba aligerar el buque retirando los cañones de mediano y pequeño calibre y otros equipos que pudieran retirarse con facilidad y, a continuación, bombear el agua para poder reparar los agujeros del casco. A finales de junio se habían montado en el lugar unas veinte bombas, con una capacidad total de bombeo de 8.600 toneladas (8.500 toneladas largas; 9.500 toneladas cortas) de agua por hora. Las dificultades de bombeo, debidas en parte a la subdivisión de los compartimentos internos y a la necesidad de volver a inundar el buque durante la marea alta para evitar que sufriera más daños antes de que se pudiera remendar el casco, llevaron a los salvadores a renunciar a la operación.
A continuación, Wilson intentó retirar el blindaje de los costados del buque y levantar una serie de cajones, en cuyo punto se utilizaría una potente bomba de aire para expulsar el agua del casco. Los cajones se soltaron una y otra vez, incluso con mar suave, y la bomba de aire no surtió el efecto deseado. Su barco gemelo, el Duncan, encalló mientras intentaba ayudar en las tareas de salvamento, aunque pudo ser liberado. A finales del verano de 1906, se suspendieron las tareas de salvamento por ese año, con planes de reanudarlas en 1907. Sin embargo, una inspección del buque llevada a cabo del 1 al 10 de octubre de 1906 descubrió que la acción del mar lo estaba empujando más hacia la costa y doblando y deformando su casco, de modo que sus costuras estaban empezando a abrirse, el entablado de su cubierta se estaba deshaciendo y los pescantes de sus botes se habían derrumbado. Tras fracasar en su intento de reflotar el Montagu, la marina decidió abandonar el proyecto. Se retiró más material del pecio, incluidos los cañones de su batería principal, que posteriormente se reutilizaron en otros buques.
La Western Marine Salvage Company de Penzance completó el salvamento de los restos del naufragio para chatarra durante los 15 años siguientes. El consejo de guerra convocado por el asunto culpó del naufragio a la espesa niebla y a la navegación defectuosa. El juicio se celebró a bordo del HMS Victory. El capitán del barco, Thomas Adair, y el oficial de navegación, el teniente James Dathan, fueron severamente reprendidos, y ambos fueron despedidos del HMS Montagu; Dathan también perdió dos años de antigüedad en el rango. El lugar del naufragio, que ahora es poco más que algunas placas de blindaje en el fondo del mar, es un lugar de buceo popular. Los buceadores también han localizado partes de sus torretas de cañones y proyectiles que no se recuperaron durante la operación de salvamento. En septiembre de 2019, el Gobierno británico concedió al pecio (incluidos los escalones que habían sido cincelados del acantilado durante la operación de salvamento) el estatus de zona protegida.